# Lluïsa Beneta de Borbó
Anna Lluïsa Beneta de Borbó, Mademoiselle d'Enghien, després Mademoiselle de Charolais, després duquessa de Maine (8 de novembre de 1676 - París, 23 de gener de 1753) va ser una aristòcrata francesa. Va ser duquessa consort de Maine pel seu matrimoni amb Lluís August de Borbó.

## Biografia
Neta de Lluís II de Borbó-Condé, el Gran Condé, i filla del Príncep de Condé Enric III de Borbó-Condé i Anna Enriqueta de Baviera, princesa del Palatinat del Rin, es va casar al Palau de Versalles, el 19 de març de 1692 amb Lluís August de Borbó, el duc de Maine, bastard legitimat de Lluís XIV de França i de Madame de Montespan. Van tenir set fills:
- N... de Bourbon, Mademoiselle de Dombes (nascuda l'11 de setembre 1694, morta el 15 de setembre de 1694);
- Louis Constantin de Bourbon, príncep de Dombes (nascut el 17 de novembre 1695, mort el 28 de setembre 1698);
- N... de Bourbon, Mademoiselle d'Aumale (nascuda el 21 de desembre 1697, morta el 24 d'agost 1699);
- Lluís August II de Borbó, príncep de Dombes (nascut el 4 de març 1700, mort l'1 d'octubre de 1755);
- Lluís Carles de Borbó, comte d'Eu (nascut el 15 d'octubre de 1701, mort el 13 de juliol de 1775);
- Charles de Bourbon, duc d'Aumale (nascut el 31 de març de 1704, mort el setembre de 1708);
- Louise-Françoise de Bourbon, Mademoiselle de Maine (nascuda el 4 de desembre 1707, morta el 19 d'agost 1743).

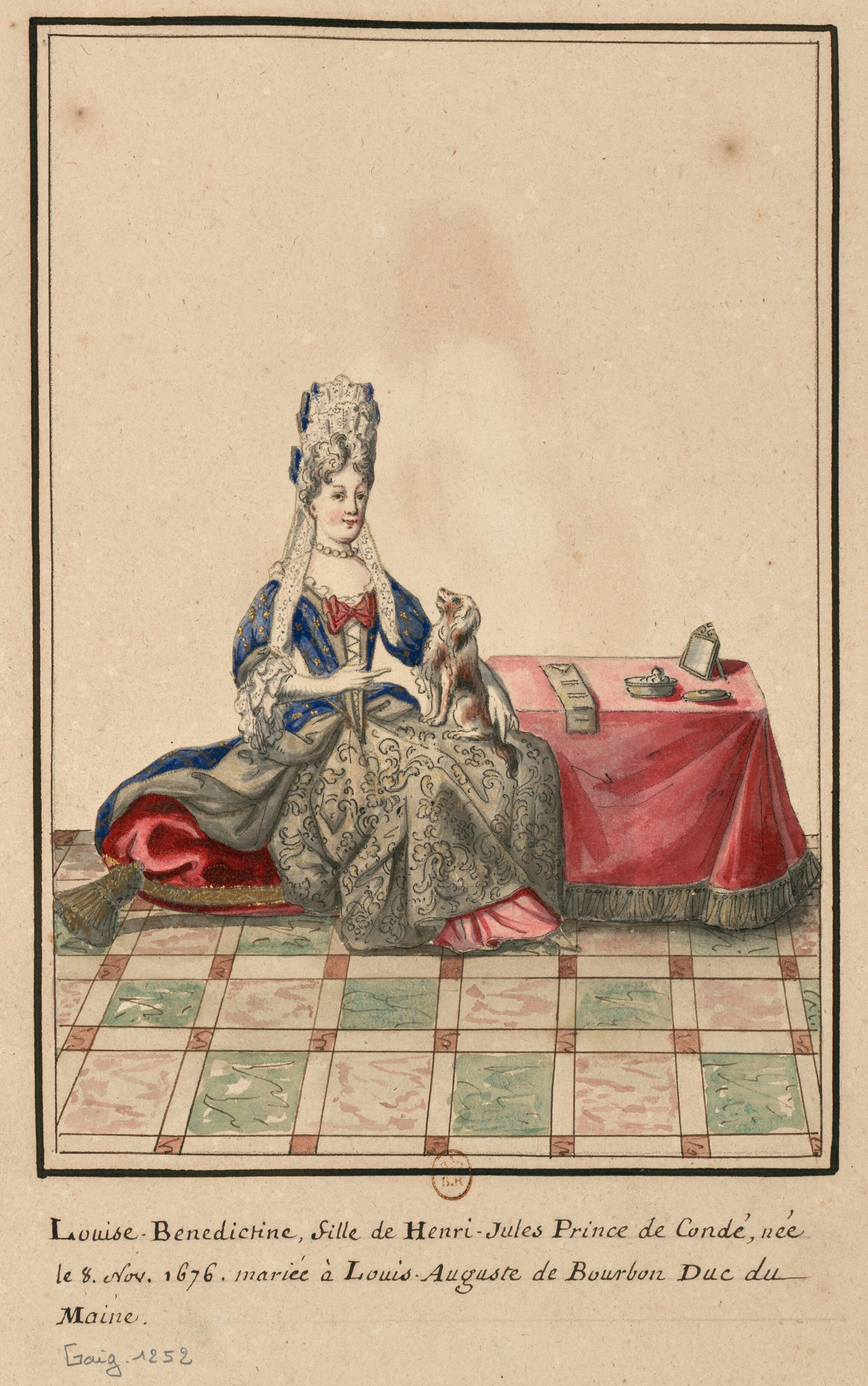
Retrat de la duquessa jove jugant amb un gosset

Al seu Castell de Sceaux, tenia una autèntica cort que es coneixia com «la petita cort de Sceaux», on donaven festes nocturnes de disfresses i acollien escriptors i artistes, entre altres Voltaire, la marquesa Émilie du Châtelet, la Madame de Deffand, Bernard le Bovier de Fontenelle, Montesquieu, d'Alembert, el Charles-Jean-François Hénault, Nicolas de Malézieu, el futur Cardenal de Bernis, Henri François d'Aguesseau, Jean-Baptiste Rousseau, Antoine Houdar de La Motte, François-Joseph de Beaupoil de Sainte-Aulaire, Gabriel Bonnot de Mably, el cardinal Melchior de Polignac, Charles August De La Fare, André Dacier, l'Abat de Vertot, Comtessa de Caylus, la Marguerite de Launay, el compositor Jean-Baptiste Matho, etc.
Va mirar de tenir un paper polític sota la Regència, per venjar l'afront fet al seu marit pel regent Felip III d'Orleans qui havia fet trencar el testament de Lluís XIV donant als seus bastards legitimats la precedència sobre els prínceps de sang i apartant el duc de Maine dels consells de regència. És ella qui va incitar el seu marit a entrar en la Conspiració de Cellamare el 1718, per tal de fer atribuir la regència al rei d'Espanya. Quan el complot va ser descobert, va ser empresonada el 1719. Va tornar a Sceaux l'any següent en què va tornar a tenir la seva cort.
El 1736, no podent afrontar les despeses excessives de manteniment del Castell de Montrond, el va abandonar als habitants de Sant Amand Montrond, que se'n van fer una pedrera de pedra. Va llogar l'hotel actualment denominat «hotel Biron» a la vídua del financer Abraham Peyrenc de Moras. Va fer executar la magnífica decoració d'enfustats. És allà que va morir el 1753.

## Orde de l'abella
Es tracta d'una societat creada l'11 de juny de 1703 a Sceaux per la duquessa de Maine que pretenia ridiculitzar els múltiples ordes de cavalleria en les que s'enquadraven els nobles. Aquesta societat s'ocupava de les seves festes i dels seus entreteniments. L'ordre de l'abella es componia de trenta-nou membres que tenien una túnica brodada amb fil d'argent, una perruca en forma de rusc i una medalla gravada amb un perfil d'Anne-Louise Bénédicte i amb una inscripció amb les lletres A.M.L. BAR. D. SC. D.P.D.L.O.D.L.M.A.M. Això volia dir:
"Anne Marie Louise BARonne De SCeaux Dictatrice Perpétuelle De L'Ordre De La Mouche".
L'abella era el seu símbol que va ser acompanyada per aquesta divisa: Piccola si, ma fa pur gravi le ferite (Petita, però fa greus ferides)